# 鳥獣の保護及び管理並びに狩猟の適正化に関する法律
鳥獣の保護及び管理並びに狩猟の適正化に関する法律（ちょうじゅうのほごおよびかんりならびにしゅりょうのてきせいかにかんするほうりつ、平成14年7月12日法律第88号）は、日本国内における鳥獣の保護および管理と狩猟の適正化に関する法律である。略称は鳥獣保護管理法、鳥獣保護法、狩猟法。2006年（平成18年）の第一次改正を経て、2014年（平成26年）の第二次改正（施行は2015年〈平成27年〉5月29日）によって現在の「鳥獣の保護及び管理並びに狩猟の適正化に関する法律」に名称変更となっている。
「鳥獣保護及狩猟ニ関スル法律」（大正7年法律第32号、旧・狩猟法）を全面改廃する形で、本法は2002年（平成14年）7月12日に公布された。

## 主務官庁
公布直後は林野庁林政部が主務官庁だったが、1971年（昭和46年）の環境庁新設の際に移管され、現在は環境省自然環境局野生生物課が主務官庁となった。農林水産省農村振興局農村政策部鳥獣対策・農村環境課が副所管。また次の各省庁と連携して執行にあたる。
- 農林水産省農村振興局農村政策部鳥獣対策・農村環境課
- 経済産業省製造産業局航空機武器宇宙産業課 - 武器等製造法を所管
- 経済産業省商務情報政策局産業保安グループ鉱山・火薬類監理官部課 - 火薬類取締法を所管
- 警察庁生活安全局保安課 - 銃刀法を所管

## 概要
本法は、「鳥獣の保護及び管理」と「狩猟の適正化」を図ることを目的としている。またそれをもって、生物多様性の確保、生活環境の保全及び農林水産業の発展を通じて、自然環境の恩恵を受ける国民生活の確保及び地域社会の発展も目的としている。このうち「生物多様性の確保」は2002年の新法制定の際に加えられている。
本法での対象となる鳥獣とは、野生の鳥類と哺乳類である。以前は、哺乳類のうち狩猟の対象となる大型のものしか対象ではなかったが、2002年の新法によって、ネズミ類、モグラ類などの小型の哺乳類及び海生哺乳類が対象となった。
2014年の第二次改正では、題名及び目的に鳥獣の「管理」を加え、鳥獣の生息数を適切に維持するために、鳥獣の捕獲等をする事業の実施や業者の認定、夜間の猟銃使用の一部解禁など規制緩和された。これは、保護対象となっているニホンジカやイノシシなどが急増したことで、他の生態系への影響が懸念される事態となり、単に保護するだけでなく適切に管理する（減少させる）必要性が生じたためである。

## 構成
- 第1章 - 総則（第1条・第2条）
- 第2章 - 基本指針等（第3条-第7条の4）
- 第3章 - 鳥獣保護事業の実施
  - 第1節 - 鳥獣の捕獲等又は鳥類の卵の採取等の規制（第8条-第18条）
  - 第1節の2 - 鳥獣の捕獲等又は鳥類の卵の採取等の規制（第18条の2-第18条の10）
  - 第2節 - 鳥獣の飼養、販売等の規制（第19条-第27条）
  - 第3節 - 鳥獣保護区（第28条-第33条）
  - 第4節 - 休猟区（第34条）
- 第4章 - 狩猟の適正化
  - 第1節 - 危険の予防（第35条-第38条の2）
  - 第2節 - 狩猟免許（第39条-第54条）
  - 第3節 - 狩猟者登録（第55条-第67条）
  - 第4節 - 猟区（第68条-第74条）
- 第5章 - 雑則（第75条-第82条）
- 第6章 - 罰則（第83条-第89条）
- 附則

## 制定の背景

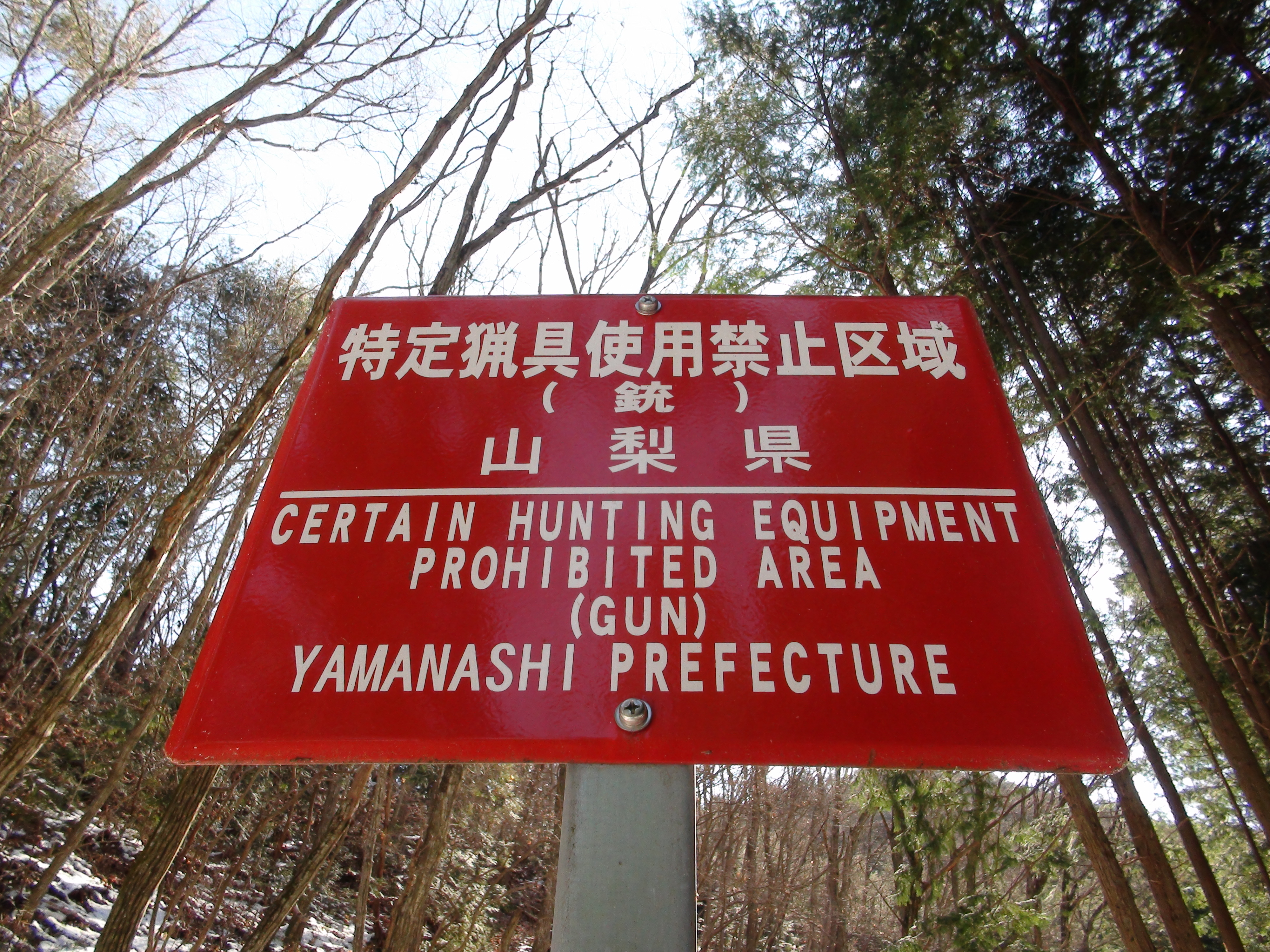
特定猟具使用禁止区域看板（山梨県甲州市）

鳥獣に関する法令については、1873年（明治6年）の「鳥獣猟規則」が最初とされている。
本法の前身は、1895年（明治28年）の（旧）狩猟法及び1918年（大正7年）に施行され改正が続けられてきた「鳥獣保護及狩猟ニ関スル法律」である。
1963年の鳥獣保護及狩猟ニ関スル法律への改正時には、これまで「狩猟の適正化」に加え「鳥獣の保護」の精神も法律に反映された。
2002年に条文を全面的に改正して、現代的なひらがな口語体に改めるとともに、人間や動物の生活環境の多様化・複雑化などに対応するために新法として制定された。しかし、有害鳥獣対策としては不十分という声が上がる一方、鳥獣保護の考えを後退させレジャーとしての狩猟や安易な駆除の促進を行うための悪法という声もある。保護に限定せず有害鳥獣捕獲などを通じた地域の生活環境の保全、農林水産業又は生態系に関する被害の防止や狩猟に用いる猟具の使用に関する危険予防などの項目もある。
近年では、動物の保護・駆除に関して、特定外来生物による生態系等に係る被害の防止に関する法律（外来生物法）や動物の愛護及び管理に関する法律（動物愛護法）の制定・施行により、生態系の保護や、鳥獣を含めた動物保護・愛護の分野において詳細な対策がなされつつある。その一方で、生態系の保護、動物保護・愛護、有害鳥獣等の捕獲等、狩猟等の各分野について、各方面に属する市民や民間団体からは意見の対立も見られ、バランスを取ることが要求されている。

### 沿革
- 1873年（明治6年） - 鳥獣猟規則を制定
- 1895年（明治28年） - （旧）狩猟法を制定
- 1918年（大正7年） - （旧）狩猟法を全部改正し、（新）狩猟法として制定[3]
- 1963年（昭和38年） - （新）狩猟法を一部改正し、題名を「鳥獣保護及狩猟ニ関スル法律」に改正
- 2002年（平成14年） - 鳥獣保護及狩猟ニ関スル法律を全部改正し、「鳥獣の保護及び狩猟の適正化に関する法律」として制定[2]
- 2006年（平成18年） - 第一次改正[2]
- 2014年（平成26年）5月30日 - 第二次改正[2]。題名及び目的に鳥獣の「管理」が加えられる[5][4]。
- 2015年（平成27年）5月29日 - 「鳥獣の保護及び管理並びに狩猟の適正化に関する法律」が施行[4]
- 2015年（平成27年)「鳥獣保護員」から「鳥獣保護監理員」に名称変更が行われた[要出典]

## 基本指針と計画
基本指針
国（環境大臣）は、鳥獣保護事業の実施に関する基本的事項及び各都道府県知事が作成する鳥獣保護事業計画に関する事項を定めた「鳥獣の保護を図るための事業を実施するための基本的な指針」を作成する。作成に当たっては、農林水産大臣と中央環境審議会の意見を聴収する。
鳥獣保護事業計画
基本指針を受けて、各都道府県知事は鳥獣保護事業計画を作成する。作成に当たっては、自然環境保全法に基づく都道府県自然環境保全審議会の意見を聴収する。鳥獣保護事業計画には下記の内容が含まれる。
1. 鳥獣保護事業計画の計画期間
2. 都道府県指定鳥獣保護区、同特別保護地区、休猟区に関する事項
3. 鳥獣の人工増殖及び放鳥獣に関する事項
4. 鳥獣の捕獲等及び鳥類の卵の採取等の許可に関する事項（鳥獣による生活環境、農林水産業又は生態系に係る被害の防止の目的に係るものに限る。）
5. 特定猟具使用禁止区域、特定猟具使用制限区域及び猟区に関する事項
6. 特定鳥獣保護管理計画に関する事項（作成しない場合は不必要）
7. 鳥獣の生息状況調査に関する事項
8. 鳥獣保護事業の普及啓発に関する事項
9. 鳥獣保護事業の実施体制に関する事項
10. その他鳥獣保護事業の実施のために必要な事項

鳥獣保護事業計画は、5年ごとに見直しが行われ、現在は第11次鳥獣保護事業計画（2012年～2017年）の期間内である。
特定鳥獣保護管理計画
個体数が著しく増加あるいは減少しており長期的な保護の必要性がある鳥獣（特定鳥獣）を対象に、各都道府県知事は特定鳥獣保護管理計画を作成することができる。これは、1999年の改正で盛り込まれた積極的な鳥獣の保護計画である。特定鳥獣保護管理計画には下記の内容が含まれる。
1. 特定鳥獣の種類
2. 特定鳥獣保護管理計画の計画期間
3. 特定鳥獣の保護管理が行われるべき区域
4. 特定鳥獣の保護管理の目標
5. 特定鳥獣の数の調整に関する事項
6. 特定鳥獣の生息地の保護及び整備に関する事項
7. その他特定鳥獣の保護管理のために必要な事項

## 鳥獣保護事業
鳥獣の捕獲等又は鳥類の卵の採取等の規制
鳥獣保護法では基本的に鳥獣の捕獲や鳥類の卵の採取を禁止している。ただし、学術研究等のために環境大臣あるいは都道府県知事の許可を得た場合、狩猟鳥獣については狩猟者登録を受けて狩猟期間中に狩猟をする場合や狩猟期間中に法定猟法以外の猟法を用いる場合、省令で定められた鳥獣及び卵（モグラ科全種及びネズミ科全種（ただし、ドブネズミ、クマネズミ及びハツカネズミを除く。））について農林業の事業活動に伴う場合は捕獲や採取を行うことができる。
その他、鳥獣保護に重大な影響を及ぼす猟法を指定し、その禁止区域を指定することや、使用禁止猟具の所持規制、捕獲・採取した鳥獣及び鳥類の卵の放置の禁止などについても定められている。
鳥獣の飼養、販売等の規制
学術研究等のために許可を得て捕獲された鳥獣を飼養する場合には、都道府県知事の登録を受ける必要がある。ただし、対象狩猟鳥獣は除かれる。また、販売禁止鳥獣（ヤマドリ）の指定や輸出入の規制も定められている。
鳥獣保護区及び休猟区
野生鳥獣の保護を目的として指定される区域のことである。

## 狩猟の適正化

### 狩猟鳥獣
鳥類26種
- カワウ
- マガモ
- カルガモ
- コガモ
- ヨシガモ
- ヒドリガモ
- オナガガモ
- ハシビロガモ
- ホシハジロ
- キンクロハジロ
- スズガモ
- クロガモ
- エゾライチョウ
- ヤマドリ（コシジロヤマドリを除く）
- キジ
- コジュケイ
- ヤマシギ
- タシギ
- キジバト
- ヒヨドリ
- ニュウナイスズメ
- スズメ
- ムクドリ
- ミヤマガラス
- ハシボソガラス
- ハシブトガラス

哺乳類20種
- タヌキ
- キツネ
- ノイヌ
- ノネコ
- テン（ツシマテンを除く）
- イタチ（オス）
- チョウセンイタチ（オス）
- ミンク
- アナグマ
- アライグマ
- ヒグマ
- ツキノワグマ
- ハクビシン
- イノシシ
- ニホンジカ
- タイワンリス
- シマリス
- ヌートリア
- ユキウサギ
- ノウサギ

### 狩猟免許
狩猟免許とは、狩猟を行うものに与えられる免許である。都道府県知事により与えられる。狩猟免許は網猟免許、わな猟免許、第一種銃猟免許、第二種銃猟免許がある。

### 狩猟者登録
狩猟を行う場合には、狩猟税を納め、都道府県知事の登録を受ける必要がある。その場合には狩猟免許を取得している必要があり、都道府県知事は、鳥獣の生息状況を考慮して、狩猟者の登録を制限することができる。また、登録を受けたものは狩猟者登録証を与えられ、狩猟の結果を報告する義務が生じる。

### 猟区
猟区とは、狩猟鳥獣の生息数確保や安全な狩猟を実施を目的として、放鳥獣や狩猟者数等の制限・管理が行われる一定の区域である。これは猟区を設定した者（猟区設定者）が都道府県知事の認可を受けることにより設定される。

### 危険の予防
狩猟に関する危険防止として、都道府県知事は特定猟具使用禁止区域を指定することができる。特定猟具使用禁止区域では特定猟具（銃器及び環境省令で定められる罠）の使用について、禁止・制限が設けられる。また、危険猟法として爆発物や劇薬、毒薬、とらばさみ、とりもち、かすみ網、口径10.5mmを越えるもしくは口径5.9mm以下のライフル銃、準空気銃、弓矢などを用いた猟法の禁止、制限（許可が必要）も定めている。銃を用いた猟にあたっての時間の制限（日出前及び日没後の禁止）及び場所の制限（人の多く集まる場所等での禁止）も定めている。

## その他
その他本法では、鳥獣の保護又は狩猟の適正化に関する取締りや立入検査の実施、特別司法警察職員の指名、鳥獣保護事業に関する事務補助を行う鳥獣保護管理員（非常勤）、鳥獣の生息状況の定期的な調査の実施、環境衛生に障害を与える鳥獣（ドブネズミ、クマネズミ、ハツカネズミ）又は他法令により適切な保護管理されている鳥獣（ニホンアシカ、ゼニガタアザラシ、ゴマフアザラシ、ワモンアザラシ、クラカケアザラシ、アゴヒゲアザラシ、ジュゴン以外の海生哺乳類）について適用除外などを定めている。また、鳥獣保護事業や狩猟の適正化に違反した者への罰則も定めている。